# Pandanus multispicatus
Pandanus multispicatus là một loài thực vật thuộc họ Pandanaceae. Đây là loài đặc hữu của Seychelles.